# Линколново море
Линколново море је ивично море Северног леденог океана. Обухвата акваторију између рта Колумбија на острву Елсмир (Канада) на западу и рта Морис Џесуп на Гренланду на истоку. Источно је Ванделсово море.
Током целе године прекривено је наслагама леда чија моћност прелази 15 метара (највеће на Арктику). Просечна дубина варира између 100 и 300 метара. Његове воде и лед су преко Робесоновог мореуза повезани са Нерсовим пролазом на југу (мореузом Бафиновог залива). 
Име је добило по америчком ратном секретару и адвокату Роберту Линчу који је финансирао поларну експедицију предвођену Адолфом Грилом 1881/84. Једино насељено место на његовим обалама је поларна истраживачка станица Алерт у Нунавуту. 
Линколново море је тренутно предмет граничног спора између Канаде и Данске (односно Гренланда). Спорна је дужина морске границе од око 200 км око маленог острвца Бомонт на који обе државе полажу право.